# Кеннет Гейс Міллер
Кеннет Гейс Міллер (11 березня 1876 – 1 січня 1952) – американський художник, гравер і викладач.

## Кар'єра
Народився в Онейді, штат Нью-Йорк, навчався в Лізі студентів-художників Нью-Йорка разом із Кеньйоном Коксом, Гаррі Сіддонсем Мобреєм та Вільямом Меррітом Чейзом у Нью-Йоркській школі мистецтв. На його ранні роботи вплинули картини його друга Альберта Пінкхема Райдера, вони зображують фігури у фантасмагоричних пейзажах.
Після 1920 року Міллер зацікавився технікою старих майстрів, – підмальовки і лесування, – які використовував для змалювання сучасних сцен. Він особливо відомий завдяки численним картинам із зображенням жінок, які роблять покупки в універмагах. Історик мистецтва М. Сью Кендалл каже: «У своїх класичних позах і формалізованих композиціях покупчині Міллера в капелюхах-клошах і кольє набувають овальних та колоноподібних форм; це дослідження геометризованих об’ємів у просторі, які намагаються зайняти одну неглибоку картинну площину». Впродовж своєї кар’єри Міллер був гравером, створив багато офортів, деякі з яких відтворюють його мальовані композиції. Одна з його робіт брала участь у мистецькому конкурсі на літніх Олімпійських іграх 1936 року.
Хоча Міллер використовував традиційні методи і вороже ставився до художнього модернізму, він вважав, що хороше мистецтво за своєю природою завжди є радикальним. Він був соціалістом і прагнув, щоб його роботи мали політичний вимір.
На момент смерті в Нью-Йорку 1952 року репутація Міллера була в затьмаренні, проте його роботи знову відкрили в 1970-х роках.

## Учні
Міллер викладав у Лізі студентів-художників з 1911 до 1951 року. Серед його учнів були: Пеґґі Бекон, Джордж Беллоуз, Ізабель Бішоп, Арнольд Бланш, Патрік Генрі Брюс, Мінна Сітрон, Джон Маккрейді, Тельма Кадліпп, Горацій Дей, Дороті Ітон, Арнольд Фрідман, Ллойд Ґудріч, Джозефіна Гоппер, Роквелл Кент, Ясуо Кунійоші, Емма Фордайс Макрей, Едвард Міддлтон Маніголт, Реджинальд Марш, Джордж Л. К. Морріс,  Волтер Тенді Мерч, Луїза Емерсон Роннебек, Джордж Тукер, Рассел Райт, Альберт Пелс, Вільям К. Палмер, Моллі Люс і Гелен Вінслоу Дюркі .

## Публічні колекції
Колекції, де можна знайти роботи Кеннета Міллера:
- Музей мистецтва Метрополітен, Нью-Йорк, Нью-Йорк
- Музей мистецтв Колумбуса, Колумбус, Огайо
- Музей американського мистецтва Вітні, Нью-Йорк, Нью-Йорк
- Музей мистецтв Джорджії, Афіни, Джорджія
- Художній музей Хекшера, Гантінгтон, Нью-Йорк
- Колекція Філіпса, Вашингтон, округ Колумбії
- Державний музей Нью-Джерсі, Трентон, Нью-Джерсі
- Музей мистецтв округу Лос-Анджелес, Лос-Анджелес, Каліфорнія
- Wadsworth Atheneum, Гартфорд, Коннектикут
- Художня галерея Гамільтона, Гамільтон, Онтаріо, Канада
- Нью-Бритенський музей американського мистецтва, Нью-Бритен, Коннектикут
- Інститут американського мистецтва Батлер, Янгстаун, Огайо
- Смітсонівський музей американського мистецтва, Вашингтон, округ Колумбії
- Гантінгтонська бібліотека, художні колекції та ботанічні сади, Сан-Марино, Каліфорнія
- Художній музей Вічити, Вічита, Канзас
- Смітсонівський інститут, музей Гіршгорна і сад скульптур, Вашингтон, округ Колумбії
- Художній музей спідарта, Луїсвіль, Кентуккі